# Botjes Zandgat
Botjes Zandgat is een zandput in de Groningse gemeente Midden-Groningen.  Rond het begin van de twintigste eeuw was er incidenteel al droge, handmatige zandwinning. De plas is in de jaren vijftig ontstaan door steeds intensievere zandwinning. Het zand wordt vooral gebruikt bij de aanleg van infrastructuur en in de bouw.
In Nederland is de plas vanwege zijn diepte en helderheid bekend als duikgebied. In het zandgat werd illegaal en onveilig gezwommen, maar sinds 2011 zijn er in de zuidwesthoek voorzieningen voor dagrecreatie. Er broedt een kolonie oeverzwaluwen, maar voor het overige is de natuurwaarde gering, zoals te verwachten is bij het hoge glauconietgehalte van het water.
Het zandgat ligt in het gebied van de hoogveenontginning in het voormalige Bourtangermoeras, wat nog te zien is aan de akkers in het slagenlandschap.  De ontwikkeling toont een beeld dat typerend is voor de maatschappelijke ontwikkeling van Nederland: van vervening en agrarisch gebruik naar steeds grootschaliger exploitatie voor bouw en infrastructuur, dan de zorgen over veiligheid en natuurbehoud en ten slotte de gereguleerde recreatie.

## Benaming: motorcross
Het zandgat is genoemd naar Feiko Botjes, die hier vanaf het einde van de negentiende eeuw een boerderij had. Enkele varianten zijn Botjeszandgat, Botjes gat of Botje Zandgat. De recreatievoorziening uit 2011 heet Botjes Zwembaai of Botjeszwembaai.
Vanaf 1958 duikt de huidige naam op in krantenadvertenties voor motorcrosswedstrijden. Het ruwe terrein is aantrekkelijk en op de omliggende akkers worden springschansen opgeworpen. Tot 1962 worden er jaarlijks nationale wedstrijden gereden op circuit Botje's Zandgat, waar duizenden toeschouwers op af kwamen. In 1960 werd Frits Selling hier nationaal kampioen.

## Ligging, vorm, afmeting en profiel

### Ligging
De onmiddellijke omgeving van Botjes Zandgat bestaat vooral uit akkers, aardgasinstallaties, wegen voor plaatselijk verkeer en aan de zuidkant de lintbebouwing van buurtschap Het Veen. Vijfhonderd meter naar het oosten ligt Uiterburen, een buurtschap die tussen Zuidbroek en Noordbroek ligt. Ruim een kilometer van de noordoostrand ligt de buurtschap Stootshorn. Tot de uitgraving van het zandgat werd het gebied op twintigste-eeuwse kaarten aangeduid als Uiterburenboven. 
De plas is ingeklemd tussen de Botjesweg in het westen en Nieuweweg in het oosten, die doodloopt op het zandgat, maar tot in de jaren zestig doorliep naar het noorden. Deze wegen zijn verbonden door 't Veen. Op de hoek van de Botjesweg en 't Veen ligt de Joodse begraafplaats van Zuidbroek. Aan de oostkant gaat 't Veen over in de Drostenlaan, een naam die verwijst naar de Drostenborg, een monumentaal landhuis  uit 1875, en naar de gelijknamige heerd die er voordien stond.
De grens tussen Noordbroek en Zuidbroek loopt in oost-westrichting door het noordelijke deel van de plas. In de omgeving van Zuidbroek en Uiterburen ligt veel infrastructuur van de NAM, zo ook bij Botjes Zandgat: Op ruim honderd meter ten noorden van de zandwinning ligt de NAM-locatie Zuiderveen en  aan de overkant van de Botjesweg, op ruim een halve kilometer afstand, de locatie Spitsbergen, genoemd naar het gelijknamige gehucht. Op beide locaties wordt of werd aardgas uit het aardgasveld van Slochteren gewonnen en gescheiden van water en aardgascondensaat. Verder zijn er twee bovengrondse leidingknooppunten te vinden: Bij de zuidwesthoek van de plas ligt knooppunt Jodenkerkhof en een halve kilometer ten westen van de plas ligt knooppunt Uiterbuursterveen-scraper. Die naam verwijst naar een oude benaming voor Uiterburen, en een scraper is een installatie om de binnenkant van aardgasleidingen te reinigen.

### Vorm en afmeting
De plas heeft een bijna rechthoekig, trapeziumvormig wateroppervlak dat in de noordwesthoek een flinke hap mist, waar de drijvende persbuis van de zandzuiger aanlandt bij de zanddepots aan de Botjesweg. Eind 2009 was de oostzijde de langste zijde, met een lengte van ruim 600 meter. De zuidzijde was bijna 500 meter, terwijl de overige zijden korter waren, maar door de zandwinning was de plas gegroeid en onregelmatiger van vorm geworden. Per 2015 waren de zuid- en oostzijde een kleine 700 meter lang, de andere zijden ongeveer 600 meter. Per 2017 is de zuidzijde 700 en de oostzijde ruim 800 meter, de andere zijn korter. De diagonaal van zuidoost naar noordwest meet ruim een kilometer, die van zuidwest naar noordoost 750 meter. Anno 2021 is het zandgat ietwat vierkant geworden, waarbij vooral in het noorden een hap mist. Eind 2023 is de plas rechthoekig, afgezien van een noordwestelijke schuine kant. De zandwinning is verplaatst naar de westkant, ten zuiden van de schuine kant.  

### Hoogte- en diepteprofiel
Het maaiveld aan de westzijde ligt zo'n 0,5 meter boven NAP, de noordzijde ruim 1,5 meter en de oost- en zuidoever maximaal 2,5 meter. Het oppervlak van de plas ligt 1 meter onder NAP. Anno 2011 was de grootste waterdiepte 38 meter, hier en daar zelfs 40 meter, waarmee Botjes Zandgat tot de diepste putten van Nederland behoort. De concessie geldt voor een diepte tot 60 meter onder het maaiveld, maar die diepte zal alleen in het midden van de afgraving gehaald worden.
De afgegraven taluds steken ongeveer drie meter boven water uit en zijn tot een halve meter boven het water vrij steil, met een hoogte-aanlegverhouding (steilte) van een op drie. Van daaraf tot aan de bodem van de put zijn ze veel vlakker, met een verhouding van een op tien. Om de zandmassa stabiel te houden, worden de hellingen onderbroken door plateaus, zogenaamde tussenbankets, waartussen een diepteverschil van 10 tot 17,5 meter zit. De provincie ziet er voor de veiligheid op toe dat elk plateau volledig uitgebaggerd wordt, voor het volgende aangesproken mag worden. Ook bekijkt de provincie of het profiel zich volgens de voorspellingen ontwikkelt, om eventueel een andere werkwijze te kunnen voorschrijven.

## Zandwinning
Zand uit deze afgraving is in de jaren 1907 en 1908 gebruikt bij de aanleg van de Spoorlijn Zuidbroek – Delfzijl, die in 1910 geopend werd. Van Noordbroek tot Nieuw-Scheemda en verder naar Nieuwolda en Weiwerd bestond de ondergrond uit veen, dat voor het spoor afgegraven werd door grote aantallen arbeiders. Die werden zelfs aangevoerd uit Sliedrecht en Hendrik-Ido-Ambacht en kregen huisvesting in een loods in Noordbroek. De uitgraving werd opgevuld met ophoogzand uit Botjes Zandgat.
Gemechaniseerde zandwinning in vindt minstens sinds de jaren vijftig plaats. In de jaren zestig is het zand zo ver afgegraven dat er meerdere zandgaten ontstaan. Ongeveer in het midden van de huidige plas liggen twee verbonden plassen en wat kleinere waterpartijen, die ontsloten worden aan de oostkant, vanaf de Nieuweweg. Deze loopt nog door naar het noorden, maar later komt hij dood te lopen op het zandgat. Een verzoek uit 2011 om uitbreiding van de zandwinning aan de noordkant met vijf hectare wordt goedgekeurd.
Het bedrijf Zeldenrust Zandexploitatie, dat de concessie in 1995 overnam, schatte dat Botjes Zandgat in totaal circa zes miljoen kubieke meter zand zal kunnen opleveren, voornamelijk voor levering in de provincie Groningen. Met de toenmalige gemeente Menterwolde is afgesproken dat de exploitant de oevers na afloop van de concessie zodanig afgewerkt zal opleveren, dat het terrein in te richten is voor recreatie. In juni 2021 heeft Noordkorrel B.V. de exploitatie overgenomen van Zeldenrust.
Het gewonnen zand is van mariene oorsprong en afkomstig uit de geologische Formatie van Peelo. Op de meeste plaatsen bestaat die uit twee watervoerende zandlagen met een scheidende laag van klei en leem, maar in Botjes Zandgat ontbreekt die scheidingslaag nagenoeg of geheel. Het product is overwegend fijn, maar incidenteel siltig of juist grof  en het wordt in lagen van 10 tot 17,5 meter dik gewonnen met een winzuiger, waarbij elke laag van het midden uit leeggezogen wordt.
Na aanlanding wordt het zand gezeefd, geklasseerd (gesorteerd) en ontwaterd. Vanuit de depots wordt het per vrachtwagen afgevoerd. Eventueel laadt de zandwinner het zand over op schepen in het Winschoterdiep, aan de overkant van de A7. Het zand uit deze winning is wit en zoutarm, heeft een lage pH-waarde en wordt gebruikt als ophoogzand of industriezand, onder andere als metselzand, vloerenzand, betonzand en drainagezand. Bijkomend wordt ook teelaarde gewonnen.

## Waterhuishouding en waterkwaliteit
De waterhuishouding in het gebied was vanaf 1885 de verantwoordelijkheid van waterschap Stootshorn. Een reeks fusies bracht het beheer in handen van de waterschappen Stootshorn-Veenhuizen (1917), Oldambt (1967), Eemszijlvest (1987) en Hunze en Aa's (2000). Samenwerkende overheidsinstanties beoordelen de hygiënische kwaliteit van het zwemwater als uitstekend, op grond van meetgegevens over een periode van vier jaar. Gezien de diepte en oppervlakte van Botjes zandgat en het ontbreken van belangrijke vervuilingsbronnen in de omgeving is een stabiele kwaliteit te verwachten, zolang bezoekers en huisdieren zich hygiënisch gedragen. Het water in de put is in essentie grondwater, er is geen open verbinding met oppervlaktewater in de omgeving. Een jongerenwerkgroep merkte dat in 1973 ook op: terwijl het nabije Winschoterdiep zuurstofloos en morsdood was, werd het water in het zandgat geschikt geacht als drinkwater, beter dan dat van zuivering Zuidbroek.

## Gebiedsontwikkeling: recreatie
Het gebied rond de plas is in beheer van Noordkorrel B.V. (noord en noordwest), de gemeente (zuid en oost) en Staatsbosbeheer en Provincie Groningen (west). De grond rond de aardgasinstallaties is eigendom van de NAM. Bij de ontwikkeling van toekomstplannen zijn vooral Noordkorrel B.V. en de gemeente betrokken. De gemeente Menterwolde probeerde al sinds 1982 het terrein te ontwikkelen, vooral tot recreatiegebied. Tegenvallers, financiële problemen en afhakende investeerders vormden struikelblokken.

### Botjes Zwembaai
In 2011 is langs de westrand van de plas een sobere zwemvoorziening met dagstrand in gebruik genomen: Botjes Zwembaai. Naar verwachting zullen er 50 tot maximaal 150 bezoekers tegelijk gebruik van maken. Er is toezicht, maar dat is niet speciaal gericht op de veiligheid; de gemeente wijst aansprakelijkheid bij ongevallen af. De kwaliteit van het water wordt wel gecontroleerd, door waterschap Hunze en Aa's. De baai, met een diepte van maximaal 1,50 meter en een oppervlakte van circa 4500 m², is met een drijflijn gescheiden van de rest van de plas. Aan de zuidkant beperkt een strekdam de instroom van koud water uit het diepe deel van de plas. Het doorzicht van meer dan een meter is goed voor een zwemplas, maar duikers die op eigen risico in het diepe deel zwemmen, rapporteren daar zicht van twintig meter of meer.
Het recreatiestrand bestaat uit een tien meter brede strook van 150 meter met aan het eind een veertig meter breed deel van zeventig meter lang. Er zijn toiletten, vuilnisbakken en picknicktafels. Langs de Botjesweg zijn parkeerplaatsen. Het strand is toegankelijk voor invaliden, maar er zijn voor hen geen voorzieningen. Ook zijn er geen douches, speeltoestellen of horeca. Wel zijn er in Zuidbroek, ruim een kilometer naar het zuiden, een vestiging van Van der Valk en andere horecabedrijven.

### Plannen voor recreatie
Onderstaand een overzicht van plannen vanaf het eind van de twintigste eeuw tot 2017 en een samenvatting van toekomstplannen. 
- Eind twintigste eeuw wilde Van der Valk 150 vakantiechalets bouwen, maar het bedrijf besloot uiteindelijk dat recreatie niet tot de gewenste kernactiviteiten behoorde.
- In 2007 heeft de gemeente in samenspraak met waterschap Hunze en Aa's en de provincie overwogen om de natuurwaarde te ontwikkelen en het zandgat te gebruiken voor recreatie, zoals zwemmen, wandelen, duiken en fietsen. Het gebied zou daarnaast moeten dienen als waterbuffer voor Zuidbroek en Noordbroek.[19][20]
- In januari 2009 tekenden De Borgmeren B.V. en de gemeente een intentieverklaring voor de bouw van zestig chalets, waarbij het recreatiegebied buiten de directe omgeving van de chalets openbaar en gratis toegankelijk zou blijven. De gemeenteraad ging unaniem akkoord.[21] Met het oog op de plannen had de gemeente in 2008 grond ter waarde van een half miljoen euro aangekocht voor een ontsluitingsweg aan de oostzijde van de plas. Mede omdat later in 2009 aan de noordkant van de plas een stuk grond ter grootte van een voetbalveld inschaarde en in het water verdween, bleken de plannen onuitvoerbaar en haakte De Borgmeren af.
- In het bestemmingsplan Botjeszandgat uit 2011 is over de chalets en de waterberging niets meer terug te vinden. Toen de eigenaar in 2011 de zandwinning wilde uitbreiden, hebben de gemeente en de exploitant afspraken gemaakt over aanleg van faciliteiten voor dagrecreatie, zoals nutsvoorzieningen en toileteenheden. Sinds augustus 2011 is het zuidelijk deel van de westoever ingericht als recreatiebad Botjes Zwembaai.
- Aan de schuine noordwestkant, op de plaats van de zandzuiginstallatie en bij de broedwanden van de oeverzwaluw, zal de exploitant na beëindiging van de winning recreatievoorzieningen aanleggen die de natuur niet ernstig verstoren. Een deel van de oever zal geschikt gemaakt worden voor drijvende recreatiewoningen. Verder komen er bij deze oever speelduinen. Een deel wordt geschikt gemaakt voor survivalspel en tegelijk door aanplant van braamstruiken onaantrekkelijk gemaakt voor zwemmers en strandrecreanten.

### Inpassing in de omgeving
De landschapsrichting in het gebied is goed te zien is aan de akkers, die oost-west georiënteerd zijn. Na afloop van de zandwinning wil de gemeente daarom de contouren aan de noord- en zuidzijde van de plas benadrukken met begroeiing. De andere contouren worden zo ingericht, dat het landschap open blijft, met op de oostoever een breed zandpad. Langs de Botjesweg aan de westkant, is de begroeiing anno 2015 ondoorzichtig. De gemeente hoopt hier doorzichten naar het water in te kunnen maken.
Op de noordoever zullen zomereiken en inheemse planten komen, met enkele onderbrekingen om vanaf de oever het water te kunnen zien. Langs de zuidzijde, die gemeente-eigendom is, wordt niets veranderd aan de bestaande begroeiing met struiken en een bomenlint langs 't Veen.

## Veiligheid en recreatie
Behalve een recreatief deel en een verboden noordelijk deel is er een groot deel waar recreatie voor eigen risico toegestaan is, wat aangegeven wordt door waarschuwingsborden van de gemeente. Het terreinverbod voor het noordelijk deel geldt vanwege de zandwinning, die samengaat met drijfzand, plotselinge sterke waterstromen en gevaar voor afkalvende oevers. Deze en andere risico's, met name voor duikers, worden hieronder verduidelijkt.

### Afkalving
Noordkorrel B.V. gebruikt voor de zandwinning een zogenaamde winzuiger. Dit type zandzuiger maakt het zand maar hier en daar los, waarna het vanzelf van het talud af naar de zuigbuis stroomt. Dit levert zeer gladde en zompige hellingen die aantrekkelijk zijn voor duikers om van af te glijden. In de zachte substantie schuilt echter ook gevaar van afkalving of inscharing (een aanzienlijke verschuiving van zandpakketten), met name bij overhangende hellingen. Vanzelfsprekend is dit zowel voor zwemmers en duikers, als voor mens en dier op de oevers gevaarlijk. Na een grote verzakking in 2009 heeft de provincie Groningen met de exploitant (destijds: Zeldenrust Zandexploitatie) afspraken gemaakt over beter beheer en veilige oeverprofielen.

### Wegvallend zicht onder water
Door een hoog gehalte aan glauconiet is het water haast mediterraan blauw en zeer helder, zodat een zicht van twintig meter of meer gebruikelijk is als er niet gebaggerd wordt. Het zicht voor duikers kan echter plotseling en onverwacht wegvallen door troebele stromingen van de zandwinning, of zelfs al door opwervelend zand van een buddy.

### Zeer koud water
Zelfs 's zomers is het water in een groot deel van de plas niet warmer dan 12 tot 15 Celsius. Voor zwemmers is opwellend water een gevaar, omdat dit nog kouder is dan de genoemde 12 graden, wat tot kramp, onderkoeling en verdrinking kan leiden. Het gevaar is het grootste in de noordelijke helft van de plas, waar de zandwinning plaatsvindt en drijfzand ligt. De zandwinning daar kan sterke waterstromen veroorzaken, daarom is het noordelijk deel verboden en afgezet met hekken. Het recreatiedeel Botjes Zwembaai aan de overkant is ondiep en deels afgeschermd door een strekdam, zodat het water hier warm genoeg is om te zwemmen.

### Pijpleidingen
Dicht bij de plas liggen gaswinputten van de NAM en leidingen van de NAM en de Gasunie. Naast hogedrukleidingen zijn dit zogenaamde condensaatleidingen, met een mengsel van vloeistoffen en gasvormig aardgas onder hoge druk. Bij een eventuele breuk of ontploffing lopen mensen in een straal van honderd meter groot gevaar op verbranding en ander letsel. Ten noordwesten, westen en zuiden van de plas volgen de pijpleidingen de contouren van het zandgat. Verder ligt er bij de joodse begraafplaats een bovengronds leidingknooppunt met de naam Jodenkerkhof.
Risicoanalyse wijst op een zeer kleine kans op calamiteiten, maar de gevolgen kunnen groot zijn. Per saldo levert dit een zeer klein risico op, waar de gemeente rekening mee moet houden bij de inrichting van het gebied. De leidingen langs de Botjesweg liggen op vijftig meter van de put, die langs Het Veen op honderd. Bij de leidingen mogen wel voorzieningen zoals parkeerplaatsen aangelegd worden, maar geen zit- en ligplekken voor recreanten of andere voorzieningen die groepen mensen uitnodigen om lang aanwezig te zijn. Dergelijke groepsvoorzieningen moeten op minstens 23 meter van de leidingen gepland worden. Verder is bezoek ongewenst bij het leidingenknooppunt en moet de brandweer de plas kunnen bereiken voor bluswater.

## Inzakkingen en veiligheid
In april 2009 schaarde aan de noordzijde van de plas een stuk grond in ter grootte van een voetbalveld, die op satellietfoto's duidelijk te zien is. Niet alleen de oever verdween onder water, maar ook een deel van de achterliggende akker. De provincie Groningen verbood daarna tot oktober de zandwinning en de gemeente zette het terrein af, maar hekken, borden en afzettingslint werden door recreanten kapotgeknipt en verwijderd. De gemeente Menterwolde vond dit levensgevaarlijk, onder andere vanwege drijfzand. Ook in 1996 was al een verzakking van vergelijkbare omvang gerapporteerd: over een lengte van 50 en een breedte van 110 meter was de oever ingeschaard. Hierbij wordt met "breedte" de richting evenwijdig aan de putrand bedoeld. Inscharing houdt in dat een deel van de oever losraakt van de ondergrond en langs de helling naar beneden schuift of stroomt. Overigens zijn verzakkingen in deze orde van grootte tamelijk gebruikelijk langs zandgaten (niet langs grindgaten), wanneer de stabiliteit van de oevers niet in het oog wordt gehouden.
Een in 2022 geldend zwemverbod wegens verzakking was grotendeels gebaseerd op een misverstand rond een slecht functionerende installatie die het waterpeil te hoog op liet lopen.

## Natuurwaarde

### Onder water
Zoals gebruikelijk bij glauconiethoudende plassen is de natuurwaarde onder water gering. De bodem is spaarzaam begroeid. Duikers rapporteren kleine aantallen van alledaagse vissoorten, zoals baars, snoek en karper. Verder zijn er schimmels, wat riet, kleine waterplanten en meterslange grasachtige structuren, vermoedelijk algen.

### Oeverzwaluwen
Al voor 1985 broedden er oeverzwaluwen in steile delen van de oevers, aan de noord- en oostkant. In dat jaar waren er slechts 21 paren, nadat de kolonie kapot gegraven was door een aannemer. Daarna volgde een licht herstel naar 63 in 1987. In 1988 waren er 143 paren, in de jaren tot 1992 steeds circa 200, met uitzondering van 1991 toen er maar 112 paren geteld werden. Van 1993 tot 1995 broedden er in een oeverwand van zo'n driehonderd meter lang 303, 507 en 563 paren. Daarmee herbergde de locatie zo'n vier procent van de Nederlandse populatie en zat hij in de top vijf van broedlocaties.
In 1994 werd het circuit voor een autocross op het laatste moment aangepast, nadat de organisatoren gealarmeerd waren door de Groningse oeverzwaluwenwerkgroep. In 1996 leek de zwaluwpopulatie verdreven te worden, want nadat eind april 1996 een deel van de oever ingeschaard was, schoof de aannemer in onwetendheid ook een andere wand plat, die waarin de oeverzwaluwen nestelden. Na overleg met de provincie werd al op 7 mei een nieuwe wand van vijftig bij drie meter gerealiseerd, zodat in dat jaar toch nog 396 paren konden broeden.
Van de jaren 1997 tot 2005 zijn weinig gegevens openbaar gemaakt. Voorafgaand aan het broedseizoen 2006 zijn er ten bate van de oeverzwaluw oevers vrijwel verticaal afgegraven, maar kwelwater maakte de wand instabiel. De zigzagwand, die daarna aangelegd werd, bleek wel stabiel en resulteerde in 166 broedparen, een verdubbeling ten opzichte van 2006, maar nog altijd veel minder dan er in de jaren negentig geteld werden. In 2007 waren er maar 53 paren, het laagste aantal sinds 1986, maar het jaar daarop waren er 93.

### Overige natuurwaarde
Aan de zuid- en oostzijde van de plas vindt spontane natuurontwikkeling plaats. De gemeente wil dit proces enigszins begeleiden en staat hier geen recreatie toe. Werkzaamheden voor gebiedsontwikkeling moeten bij voorkeur van juli tot oktober plaatsvinden, buiten het broed- en voortplantingsseizoen van vogels, zoogdieren en amfibieën, maar in de actieve periode van zoogdieren en amfibieën, zodat deze niet in hun winterrust gestoord worden.

## Cultuurwaarde, historie, archeologie

### Bodemarchief
Er worden regelmatig bodemvondsten gedaan, waaronder rhombe-nporfieren en fossielen van koraal en zee-egels die tijdens het Saalien met keileem naar Nederland zijn getransporteerd. De opstuwing door ijs in deze voorlaatste 'ijstijd' (glaciaal) is ook te zien aan de grote hoeveelheden vuursteen.
Ten noordwesten van het zandgat, bij Slochteren, Denemarken en in de Hooilandspolder, zijn laat-paleolithische sporen van menselijke aanwezigheid gevonden, maar niet van bewoning. De oudste vondsten zijn vuurstenen gereedschappen van de Hamburgcultuur uit het Allerød-interstadiaal, een betrekkelijk warme periode in het laatste glaciaal, het Weichselien. Deze rendierjagers volgden het grote wild in de toendra-achtige vlaktes, maar vertrokken met het grootwild toen de het klimaat verder opwarmde en de vlaktes dichtgroeiden tot een parkachtig bos. In hun plaats kwamen de jager-verzamelaars van de Tjongercultuur. Die maakte opnieuw plaats voor de Hamburgcultuur toen het klimaat nog een keer verkilde tijdens het Jonge Dryas. Daarna brak de vroege periode van het huidige warme Holoceen aan, gekenmerkt door afwisselend dennen- en berkenbos. In de ruime omgeving van het nabije Hunzedal woonden betrekkelijk veel mensen, tot het klimaat warmer en natter werd. Het bos groeide toen dicht tot Atlantisch climaxbos zonder open plekken, dat onaantrekkelijk was voor bewoning, maar nog wel gebruikt werd voor jagen en verzamelen.

### Cultuurlandschap
Het zandgat ligt in een cultuurlandschap dat typerend is voor hoogveenontginning. De plas ligt in het Wold-Oldambt, dat in de middeleeuwen bekendstond als Menterwolde, waarnaar de voormalige gemeentenaam verwijst. Het gebied maakte deel uit van het gigantische Bourtangermoeras, dat omstreeks 7000 jaar geleden is ontstaan, in de middensteentijd. Het moeras werd vanaf de 12e of 13e eeuw ontgonnen vanaf de randen en doordat de omgeving van Noord- en Zuidbroek niet ver van de rand lag, werd deze vroeg in gebruik genomen. De turfwinning leidde een bloeiperiode in gedurende de late middeleeuwen, wat zich uitte in grote, monumentale kerken zoals de Petruskerk in Zuidbroek, die aan het eind van de 13e eeuw gebouwd is.
De ontginning volgens de Friese methode is nog duidelijk te herkennen in de smalle stroken van het slagenlandschap. Veel slagen zijn later samengevoegd, maar bezuiden het zandgat, rond het gehucht 't Veen, is de oorspronkelijke breedte behouden. De ontginning strekte vanuit het wegdorp Noordbroek-Zuidbroek, dat op een grondmorenerug ligt, wat zichtbaar is in het iets slingerende verloop van de weg. Bij de kerk verspringt de weg, wat erop duidt dat het dorp naar het westen verplaatst is bij de voortschrijdende ontginning van het moeras.
Aan de oostkant van de plas ligt ook een rug, een kleine zandrug in dit geval. De slagen lopen vrijwel oost-west, haaks op de weg en buurtschap Uiterburen. Het gebied was in de eerste helft van de twintigste eeuw nog nauwelijks ontsloten, maar voor de gaswinning van het Slochterenveld zijn in de jaren zestig veel wegen aangelegd, waaronder de Botjesweg.

### Landgebruik als cultuurfenomeen
De exploitatie van het gebied toont allerlei elementen die typerend zijn voor de maatschappelijke en landschappelijke ontwikkeling van Nederland.
De oudst bekende ingreep in het landschap is de vervening van het Bourtangermoeras, waartoe monniken vanaf de 13e eeuw de aanzet gaven. De turfwinning bracht de streek rijkdom, die stand hield, doordat de inklinking hier geen ernstige gevolgen had, in tegenstelling tot de ontwikkelingen verder naar het noorden en oosten, waar de bodemdaling tot diepe inbreuken en overstromingen van de Dollard leidde. Toen er echter geen winbare turf meer was, verarmde het gebied. Door het resterende deel van het moeras werd het beschermd tegen oorlogsgeweld en het trok eeuwenlang weinig aandacht van geschiedschrijvers.
Op een kaart uit 1829 is op de Friese slagen rond het huidige Botjes zandgat geen enkele bewoning te zien, men woont in "Suidbroek" en het huidige Uiterburen. Een beginfase van terloopse zandwinning rond het begin van de twintigste eeuw wordt gevolgd door een georganiseerde maar grotendeels nog handmatige uitgraving voor de spoorlijn Zuidbroek – Delfzijl. Over de periode vanaf de Eerste Wereldoorlog tot de jaren van schaarste na de Tweede Wereldoorlog zijn er weinig gegevens bekend, maar het is aan te nemen dat er ook toen zand gewonnen werd. De wederopbouw leidde tot een enorme vraag naar grondstoffen en zal aanleiding gegeven hebben tot de industriële zandwinning vanaf de jaren vijftig. Aan het eind van dat decennium wordt het aardgasveld van Slochteren ontdekt en vanaf de jaren zestig werden winputten en behandelingsinstallaties voor gas aangelegd.
In de jaren tachtig komt er meer aandacht voor immateriële zaken, zoals natuurwaarde, veiligheid en recreatie. Een typerend voorval vindt plaats in 1986: de provincie Groningen geeft opdracht om een talud onmiddellijk te slechten vanwege een onveilige situatie, maar de werkgroep Avifauna Groningen kan op het nippertje uitstel bedingen, omdat er oeverzwaluwen broeden. Deze soort, die in de jaren zeventig uit Nederland dreigde te verdwijnen, herstelde zich vanaf de jaren negentig, vooral door toegenomen aandacht voor broedmogelijkheden.
Vanaf de jaren tachtig tot 2009 probeert de gemeente een grootschalige recreatievoorziening van de grond te krijgen, terwijl dagrecreatie wegens onveiligheid verboden wordt. Sinds de grote inscharing in 2009 benadert de overheid de relatie met burgers en bedrijven anders: het verbieden en ingrijpen heeft plaatsgemaakt voor preventie, proactieve regelgeving en toezicht, waarbij de overheid samenwerkt met de exploitant. In 2011 wordt een bestemmingsplan goedgekeurd, waarin exploitant en gemeente zich al voorbereiden op het einde van de zandwinning in 2020 of later. De behoefte aan dagrecreatie wordt erkend met de aanleg van Botjes Zwembaai.

## Benaming Botjes Zandgat: Feiko Botjes
De benamingen Botjesweg en Botjes Zandgat verwijzen naar Feiko Botjes, de enige nakomeling van het boerenechtpaar Eltjo Botjes en Grietje Edzes. Hij werd geboren in 1872, trouwde in 1897 met Talka Frederika Jutting en boerde vanaf dat jaar tot 1921 aan de Uiterburen, ten oosten van de huidige plas. Hij was eigenaar van een boerderij met drie hectare land. Destijds werd er soms handmatig zand afgegraven en was er een schietbaan in het ruige terrein.  In de jaren 1907 en 1908 werd er ophoogzand afgegraven voor de aanleg van de nabijgelegen spoorlijn Zuidbroek – Delfzijl.